# روز غافني
روز غافني (بالإنجليزية: Rose Gaffney)‏ هي عالمة بيئة أمريكية، ولدت في 1895، وتوفيت في 1979. يشار إليها أحيانًا باسم «جميلة خليج بوديغا» وباسم «أم البيئة» أيضًا.[2] كانت موضوع فيلم وثائقي بعنوان «روز غافني: حسناء خليج بوديجا في عام 2003».

## حياتها المبكرة
هي ابنة المهاجرين البولنديين، جاءت روز غافني إلى خليج بوديغا في سن 16 عامًا. عندما كانت في الصف الثامن، ركبت القطارات من كندا لتعمل لصالح الرجل الذي أصبح فيما بعد زوجها. توفي زوجها في عام 1941، تاركًا غافني لترث الممتلكات في رأس بوديغا والتي كان قد اشتراها والد زوجها في عام 1863.

## رأس بوديغا
امتلكت غافني 482 فدانًا في رأس بوديغا، وهو قطاع من الأراضي التي تبرز من ساحل كاليفورنيا إلى المحيط الهادي لتشكل خليج بوديغا. عندما بلغت غافني من العمر 66 عامًا في عام 1958، اقترحت شركة بي جي آند إي PG&E بناء محطة طاقة نووية على حافة رأس بوديغا، على قمة فالق سان أندرياس. وفقًا لغافني، باع أصحاب العقارات الآخرين في المنطقة عقاراتهم إلى شركة PG&E «دون تردّد». من ناحية أخرى، رفضت غافني البيع ودعت علماء طبقات الأرض والمفتشين الحكوميين لزيارة الأرض ورؤية خطوط التصدع. رفعت غافني دعوى على المنشأة للحفاظ على ممتلكاتها ومنع بناء محطة الطاقة النووية، وجذب الانتباه الوطني والمساعدة في إطلاق حركة بيئية على مستوى القاعدة الشعبية. كانت غافني ناجحة؛ فقد تخلّت شركة PG&E عن المشروع في عام 1964.

## أثرها
بعد فشل اقتراح محطة توليد الطاقة النووية في خليج بوديغا، مُلِأت الحفرة الاستكشافية التي حُفِرت للمحطة النووية المقترحة بالماء. ومنذ ذلك الحين أصبحت الحفرة تُكنّى باسم «الثقب في الرأس». باعت غافني 90 فدانًا من الأراضي لإدارة شواطئ وحدائق كاليفورنيا، و327 فدانًا أخرى لجامعة كاليفورنيا، إذ أُنشِئ مختبر بوديغا للبحوث البحرية. توفيت غافني في عام 1979، وكان هذا بعد أن أطلقت عليها صحيفة لوس أنجلوس تايمز لقب «أم البيئة» في عام 1971. يقترح توماس ويلوك أن بداية حركة مناهضة الأسلحة النووية كانت عقب النزاع على خليج بوديغا.
كانت غافني محور فيلم وثائقي مدته 30 دقيقة من إعداد أنيت أرنولد وكاثي وايلد في عام 2003، وكان الفيلم الوثائقي بعنوان «روز غافني: جميلة خليج بوديغا.»